# Lars-Erik Jonsson
Lars-Erik Jonsson (* 14. Dezember 1959; † 3. Mai 2006 in Göteborg) war ein schwedischer Opernsänger (Tenor).

## Leben
Jonsson war an den Opernhäusern in Göteborg und Malmö sowie der Königlichen Oper Stockholm, an der Finnischen Nationaloper in Helsinki, der Königlichen Oper Kopenhagen und der Deutschen Staatsoper Unter den Linden in Berlin engagiert.
Er spielte in den Jahren 2002/2003 an der Oper Frankfurt den Herodes in Strauss’ Salome und Quint in Brittens The Turn of the Screw und in der Spielzeit 2003/2004 den Tichon in Janáčeks „Katja Kabanová“ und 2004/2005 den Fürst Wassili Golizyn in Mussorgskis Chowanschtschina.
Jonsson starb an den Folgen eines Herzinfarktes. Er hinterließ eine Frau und zwei Kinder.